# Stichting Monumentenzorg Curaçao
De Stichting Monumentenzorg Curaçao is een particuliere stichting op Curaçao op het gebied van monumentenbehoud. De stichting werd opgericht in 1954 en is naar eigen zeggen de oudste en grootste organisatie op het gebied van monumentenbescherming op het eiland.
De stichting heeft meer dan 120 monumenten onder beheer, waaronder herenhuizen, forten, plantagehuizen, maar ook een voormalige synagoge.
Verscheidene monumenten daarvan werden verworven toen ze al vervallen waren en verloren dreigden te gaan. Gedurende de tijd dat de stichting actief is, zijn de meeste van haar gebouwen gerestaureerd.
In 2004 ontving Stichting Monumentenzorg Curaçao de Cola Debrotprijs.